# DB Bahn

DB-Bahn-Logo

DB Bahn war von Dezember 2007 bis Anfang 2016 neben DB Schenker und DB Netze eine von drei Marken der Deutschen Bahn AG.
Sie beinhaltete alle Mobilitätsdienste der DB und wurde 2015 im Zuge einer Neuordnung der Marken des DB-Konzerns aufgelöst.

## Geschäftsfelder

Entwicklung des Personenverkehrs – senkrechte Linien zeigen Umstrukturierungen des Konzerns an

Das Ressort Personenverkehr ist seit 2010 in drei Geschäftsfelder aufgeteilt:
- DB Fernverkehr
- DB Regio
- DB Arriva

Das 2005 geschaffene Geschäftsfeld DB Stadtverkehr (Busverkehr) wurde wieder in das Regio-Geschäftsfeld eingegliedert.
2005 beförderte die Bahn im Fernverkehr 118,7 Millionen Passagiere über insgesamt 33.641 Millionen Kilometer. Den Großteil dieser Leistung erbrachte die DB Fernverkehr AG mit nationalen und grenzüberschreitenden Fernlinien. Die DB AutoZug GmbH und die City Night Line CNL AG betrieben Auto- und Nachtreisezüge.
Im Nahverkehr transportierte die Bahn 2005 mehr als 1,1 Milliarden Reisende, 33.809 Millionen Personenkilometer wurden zurückgelegt. Die Fahrgäste trugen zu 32 Prozent des Umsatzes im Geschäftsfeld Regio bei, rund 67 Prozent der Gelder kam von den Bundesländern, die nach dem Regionalisierungsgesetz für den Nahverkehr zuständig sind. Folgende Tochterunternehmen der DB AG sind in diesem Sektor, nach Umsatz geordnet, aktiv: DB Regio AG, DB ZugBus Regionalverkehr Alb-Bodensee GmbH sowie die DB RegioNetz Verkehrs GmbH.
Das ehemalige Geschäftsfeld Stadtverkehr war für die S-Bahnen in Berlin und Hamburg sowie für zahlreiche Busunternehmen, siehe DB Stadtverkehr zuständig. Zusammen beförderten die Unternehmen im Jahr 2005 524,4 Millionen Reisende über insgesamt 5.104 Millionen Kilometer.
Zum 1. Januar 2011 wurden die Geschäftsfelder Regio und Stadtverkehr im gemeinsamen Geschäftsfeld Regio vereinigt. Im Zuge der Arriva-Übernahme konzentriert die Deutsche Bahn damit den nationalen Personenverkehr bei Regio und die internationalen Personenverkehrsaktivitäten bei DB Bahn Arriva.

## Züge

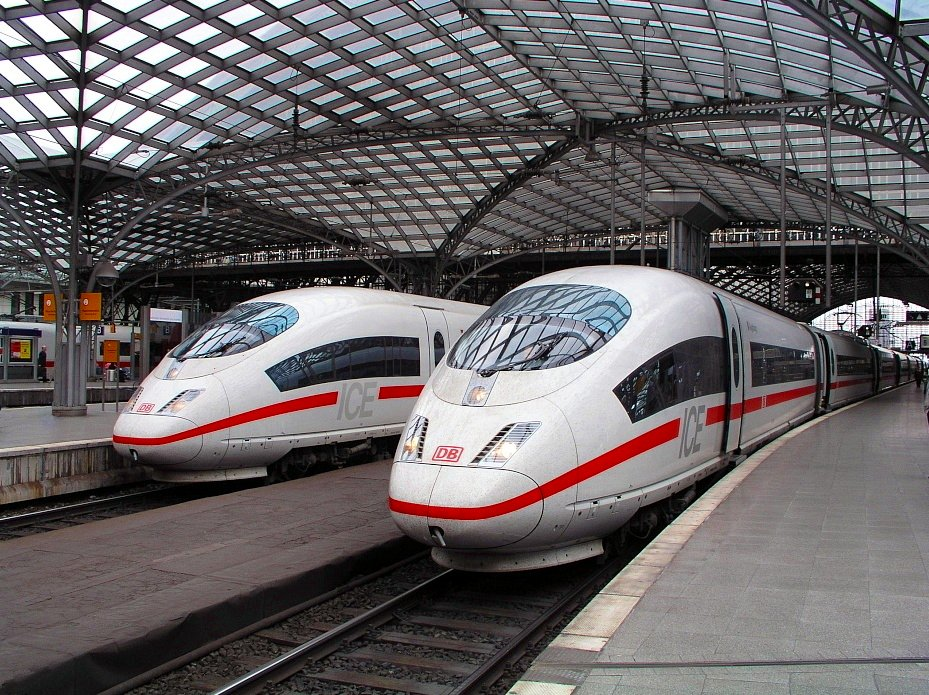
ICE 3, „Flaggschiff“ des DB-Fernverkehrs

Der Intercity-Express ist das Flaggschiff der Bahn. Mit bis zu 320 km/h verbindet der Schnellzug die größeren Städte miteinander. Dabei erbrachte er 2006 etwa 29 Prozent der Verkehrsleistung im Personenverkehr. Der InterCity sowie der international verkehrende Eurocity fahren die Städte zumeist im Stundentakt an. Zusammen erbringen diese Zuggattungen etwa 14 Prozent der Verkehrsleistung. Weitere drei Prozent entfallen auf zusätzliche Fernverkehrsprodukte, wie zum Beispiel auf Autozüge oder Nachtzüge. Interregio-Express, Regional-Express, Regionalbahn und S-Bahn sind die wichtigen Züge im Nah- und Stadtverkehr, der einen Verkehrsleistungsanteil von 54 Prozent hat. Verschiedene angedachte Strecken der Magnetschnellbahn Transrapid, zuletzt der Transrapid München, scheiterten aufgrund mangelnder Wirtschaftlichkeit. Ein neues Produkt wird es bis 2030 mit dem Rhein-Ruhr-Express (RRX) geben.

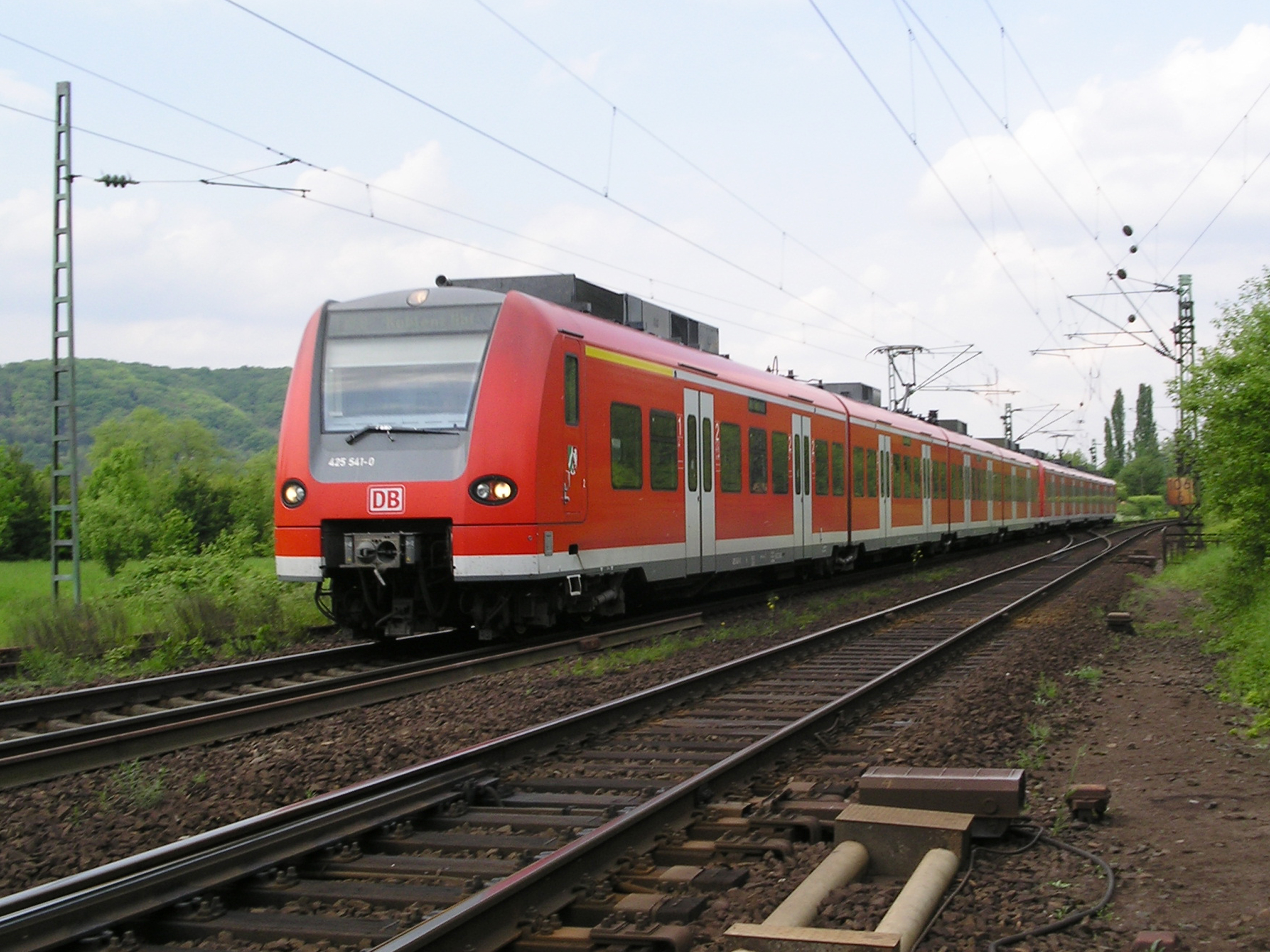
Baureihe 425

Die 236 fahrplanmäßig fahrenden Intercity-Express-Züge in vier verschiedenen Varianten sind der wichtigste Teil der Fernverkehrsflotte. Für den Regional- und Stadtverkehr verfügt die Bahn über knapp 500 Elektrotriebzüge der Baureihe 481 bei der S-Bahn Berlin und nochmals etwa doppelt so viele Züge in den einander ähnlichen Baureihen 420, 422, 423, 424, 425 und 426, 430, 440 sowie 442, die als S-, Regionalbahnen und Regional-Express verkehren. Am häufigsten vorhanden ist die Baureihe 143 mit etwa 400 Elektrolokomotiven, die jedoch mehr und mehr von anderen Baureihen verdrängt werden. Neben diesen besonders oft vorkommenden Zügen besitzt die Bahn zahlreiche weitere Baureihen. Bemerkenswert sind die vielen Dieseltriebwagen, wie etwa die Baureihe 628, die abseits der Großstädte die lokbespannten Reisezüge teilweise komplett abgelöst haben. Da Triebwagen kleiner und damit flexibler einsetzbar sind als schwere Züge mit Dieselloks, erfolgte in den Jahren von 1996 bis 2005 eine derartige Umstellung.

## Kunden und Service

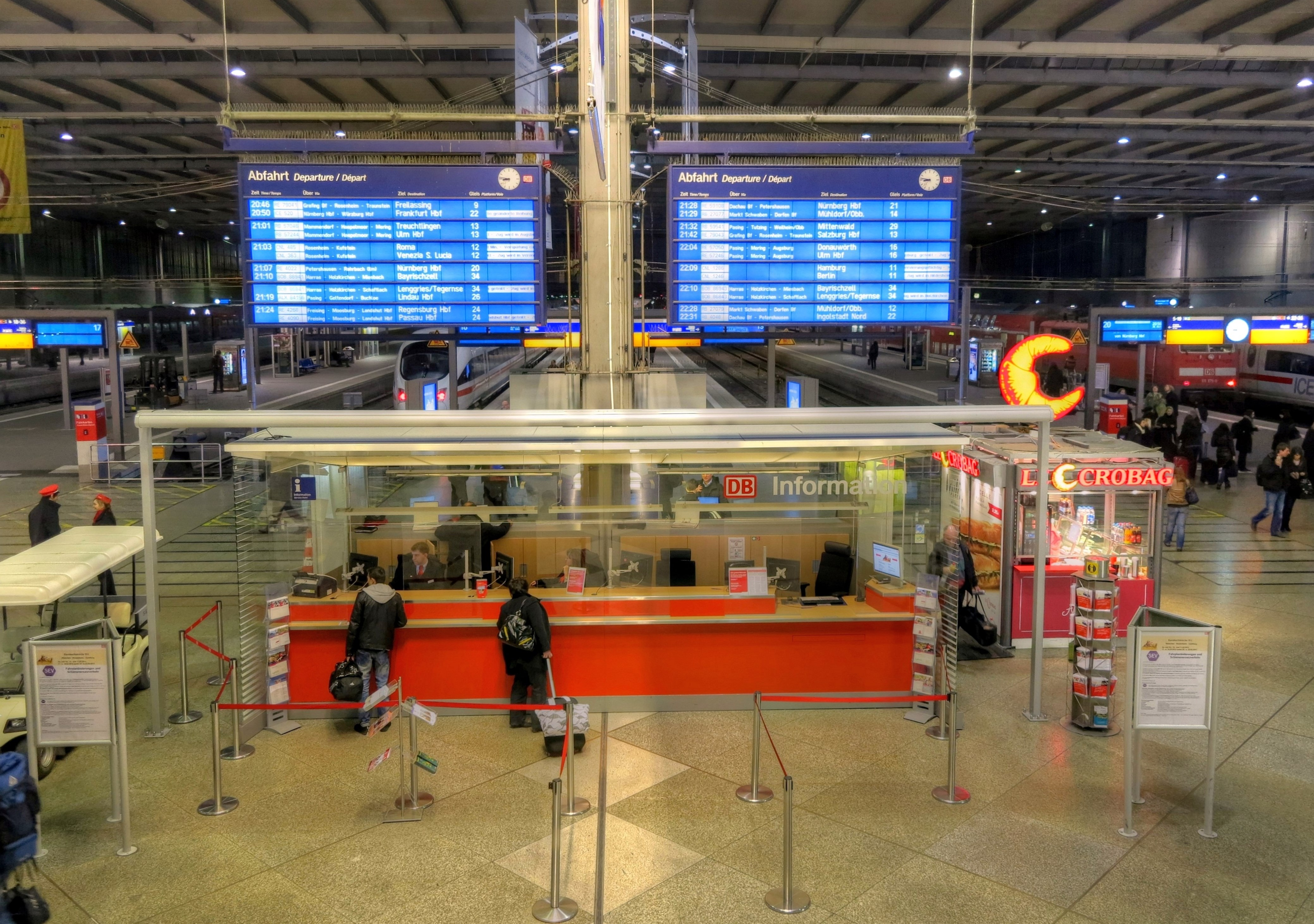
Münchner Hauptbahnhof
DB Information

Jörg Nießing stellt als Ergebnis einer empirischen Analyse fest, dass Reisepreis, Bequemlichkeit gegenüber dem Pkw und Pünktlichkeit zentralen Einfluss auf die Verbundenheit der Fernverkehrskunden mit dem Unternehmen haben. Jesko Perrey untersuchte, auf welche Kundengruppen das Marketing der Bahn im Fernverkehr ausgerichtet sein sollte. 51 % der Fernverkehrskunden sind demnach preissensibel, 31 % sind Reisezeitminimierer und 18 % sind komfortorientiert.
Die Bahn stellt ihre Kunden weniger zufrieden als alle anderen Branchen, so das Ergebnis der 2006 vorgelegten Studie Kundenmonitor Deutschland. Auch der Verkehrsclub Deutschland sieht viele Schwächen. In einer Studie zeigt er aber, dass die Bahn besser als ihr Ruf sei. Dem stimmt auch der Verkehrswissenschaftler und Bahnfreund Heiner Monheim zu, wobei er insbesondere die aktiv nutzbare Zeit in der Bahn anpreist.

### Fahrpreise

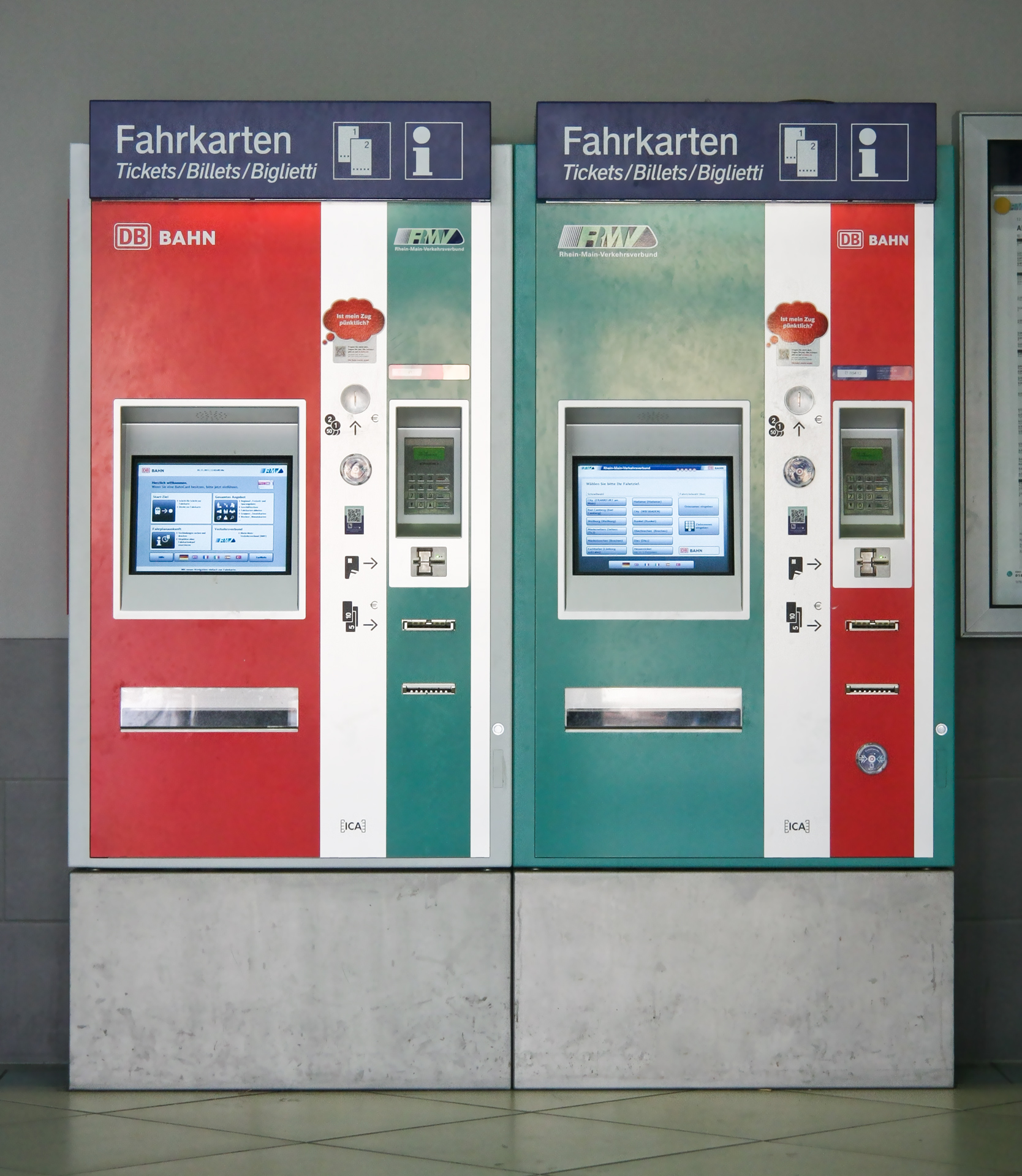
Fahrkartenautomaten der Deutschen Bahn AG im Bereich des Rhein-Main-Verkehrsverbundes

Für Reisen bietet die Bahn zwei Preismodelle an: den Flexpreis, der für eine bestimmte Strecke gilt und grundsätzlich freie Zugwahl lässt, und der Sparpreis, der für den jeweils ausgewählten Zug festgelegt ist. Außerdem können Inhaber einer BahnCard Rabatte bekommen. Daneben gibt es diverse weitere Angebote für Familien, Mitfahrer, Gruppen, Pendler oder sowie verschiedene Aktionsangebote. Für Nahverkehrszüge in Verkehrsverbünden gelten jedoch andere Tarife.
Die Höhe des Flexpreises ist von Verbindung, Zuggattung und Reiseklasse abhängig. Damit ist es der Bahn möglich, die Preise dem Wettbewerb auf einer Strecke anzupassen. Wenn beispielsweise die Bahn im Vergleich zum Auto relativ schneller ist, so sind die Fahrpreise auch manchmal höher. Mit den kontingentierten Sparpreisen versucht die Bahn im Sinne des Yield-Management in auslastungsschwachen Zeiten mehr Reisende auf die Schiene zu holen.
Nach einer Untersuchung werden die Bahnpreise von Unkundigen überschätzt: Reisende verschiedener Verkehrsmittel schätzten den Preis der Relation München–Hamburg auf 140 Prozent des tatsächlichen Preises, bei kürzeren Distanzen noch mehr.
Bei der Beratung in DB-Reisezentren zeigte eine Untersuchung der Stiftung Warentest, dass Kunden oft nicht das günstigste Angebot vermittelt bekamen. Zu oft wurden teure ICEs bevorzugt, selbst wenn preiswertere ICs oder Regionalzüge kaum länger für die jeweilige Strecke benötigten. Am besten bekommen Bahnfahrer auf der Internetseite der DB günstige Verbindungen angezeigt, so der Test von 2010.

### Pünktlichkeit
Die Stiftung Warentest wertete zwischen dem 23. September und 31. Oktober 2007 (ohne Streiktage) die Ankunftszeiten von 94.136 Zügen an ihren Endbahnhöfen in zehn Großstädten, zwischen 6 und 24 Uhr, aus. Laut dieser Erhebung waren von 23.261 Fernzügen 46 Prozent höchstens eine Minute verspätet, 16 Prozent zwei bis drei Minuten, zehn Prozent vier bis fünf, 12 Prozent sechs bis zehn, acht Prozent elf bis 20, drei Prozent 21 bis 30 sowie vier Prozent mehr als 30 Minuten verspätet. Von 70.875 untersuchten Regionalzügen waren 56 Prozent im Endbahnhof höchstens eine Minute verspätet, 20 Prozent hatten zwei bis drei Minuten Verspätung, zehn Prozent vier bis fünf Minuten, neun Prozent sechs bis zehn Minuten, vier Prozent elf bis 20 Minuten sowie jeweils ein Prozent zwischen 21 und 30 bzw. über 30 Minuten Verspätung. Die Deutsche Bahn wies das Ergebnis der Erhebung zurück und sprach von einer Gesamtpünktlichkeit im Personenverkehr von „deutlich über 90 Prozent“ im Jahr 2007, ohne konkretere Zahlen zu nennen.
Die Pünktlichkeit der Jahre 1996 bis 2003 lag nach Bahnangaben zwischen 86,2 und 92,2 Prozent. Der Journalist Erich Preuß sieht in Fremdeinwirkungen und disziplinlosen Eisenbahnern die wichtigsten Ursachen für Verspätungen. Ist ein Zug erst einmal verspätet, so sei es aufgrund mangelnder Kapazitäten oft schwierig, wieder in den Fahrplan zu kommen. Damit sich Verspätungen nicht über das ganze Netz ausbreiten, veränderte die Bahn im Dezember 2003 ihre Wartezeitvorschrift, wonach kaum noch auf Anschlusszüge gewartet wird. Die Pünktlichkeit verbesserte sich so, jedoch erreichen Reisende ihre Anschlusszüge seltener.
Ab dem Jahr 2008 änderte die Bahn auch ihre Strategie das Netz für schnelle Verbindungen möglichst weit auszureizen. Bis dahin wurden die Fahrzeiten immer kürzer. Doch die Optimierung auf Tempo führte dazu, dass auflaufende Verzögerungen nicht mehr aufgefangen werden konnten. Gerade im Fernverkehr kam es zunehmend zu Verspätungen. In den Folgejahren hat die Bahn die Verbindungen verlangsamt um Witterungseinflüsse, Bauarbeiten oder anderes abpuffern, Verspätungen wieder abzubauen. Zwischen Hamburg und Berlin verlängerte sich die planmäßige Reisezeit so beispielsweise zwischen 2009 und 2012 um sechs Minuten. Auch das Ruhrgebiet ist von Norddeutschland sechs Minuten später zu erreichen.

### Entschädigungen für Verspätungen im Personenverkehr
Zum 1. Oktober 2004 wurde eine neue Regelung für Entschädigungen bei Verspätungen von Fernverkehrszügen eingeführt. Dabei werden bei bahnbedingten Verspätungen ab 60 Minuten 20 Prozent des Fahrpreises der einfachen Fahrt als Gutschein rückerstattet; im ICE-Sprinter bereits ab 30 Minuten. Besitzer der BahnCard 100, einer internationalen Fahrkarte sowie einer Zeitkarte erhalten eine pauschale Entschädigung. Von Verbraucherverbänden werden u. a. diese Regelungen kritisiert, etwa bei ProBahn.
Der Deutsche Bundestag hat mit Geltung ab 29. Juli 2009 die Eisenbahn-Verkehrsordnung dahingehend geändert, dass Fahrgäste im Personennahverkehr ein Anrecht erhalten, bei hoher Verspätung ihres Zugs auch einen höherwertigen Zug zu nutzen (§ 17). Die Bahn darf dies jedoch im Fall von „erheblich ermäßigten“ Fahrausweisen verweigern (§ 5). Gleichzeitig strich der Deutsche Bundestag den bis dahin in der Verordnung festgeschriebenen Haftungsanspruch bei Verspätungen im Personenfernverkehr.

### Mobilität von Tür zu Tür

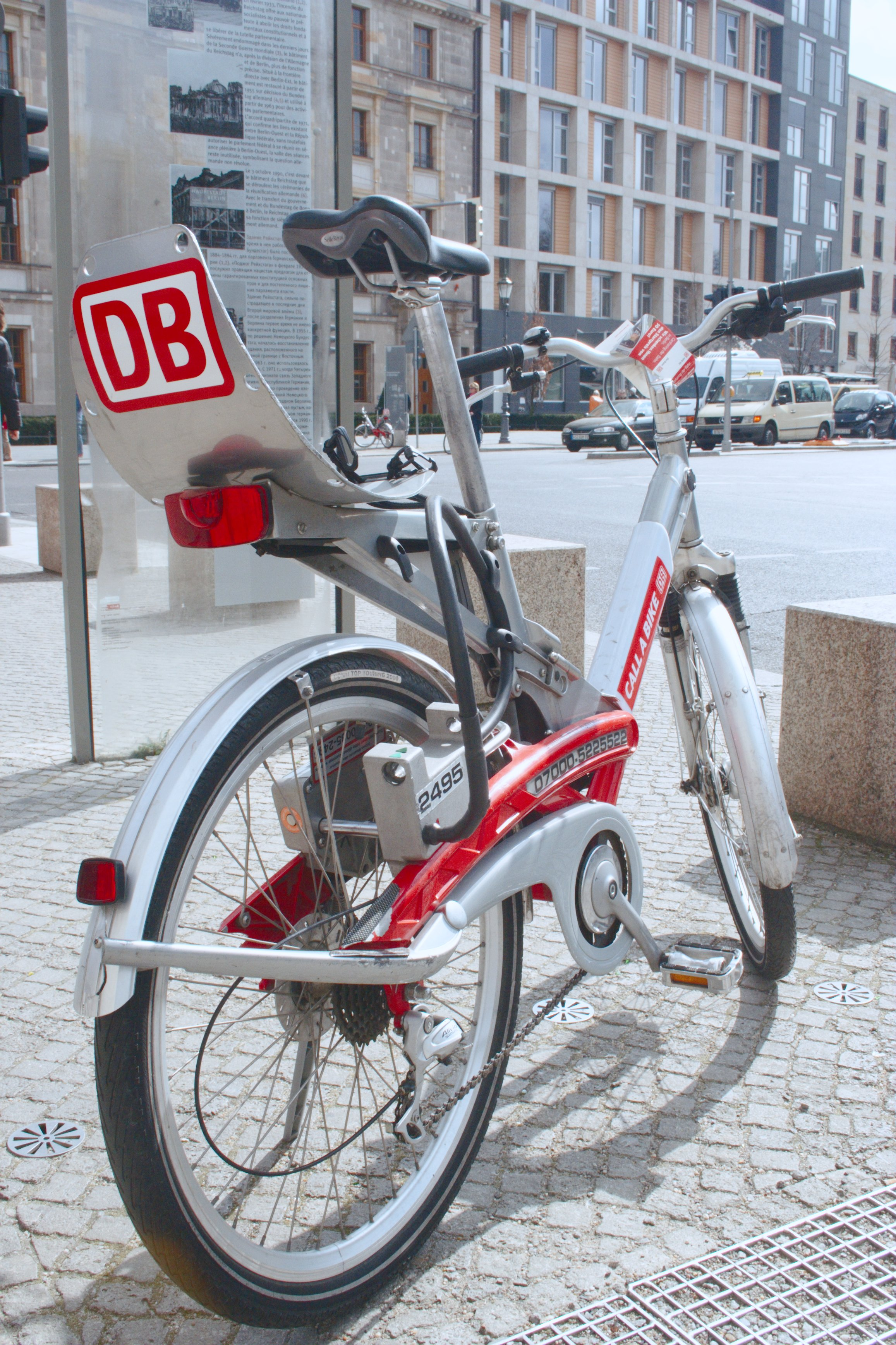
Fahrrad der Deutschen Bahn

Um Reiseketten von Tür zu Tür, über die Reise von Bahnhof zu Bahnhof hinaus, anbieten zu können, wurden weitere Angebote in das Produktportfolio aufgenommen. Dazu gehören u. a. die Vermietung von Fahrrädern (Call a Bike) und PKWs (Flinkster).

## Sitz

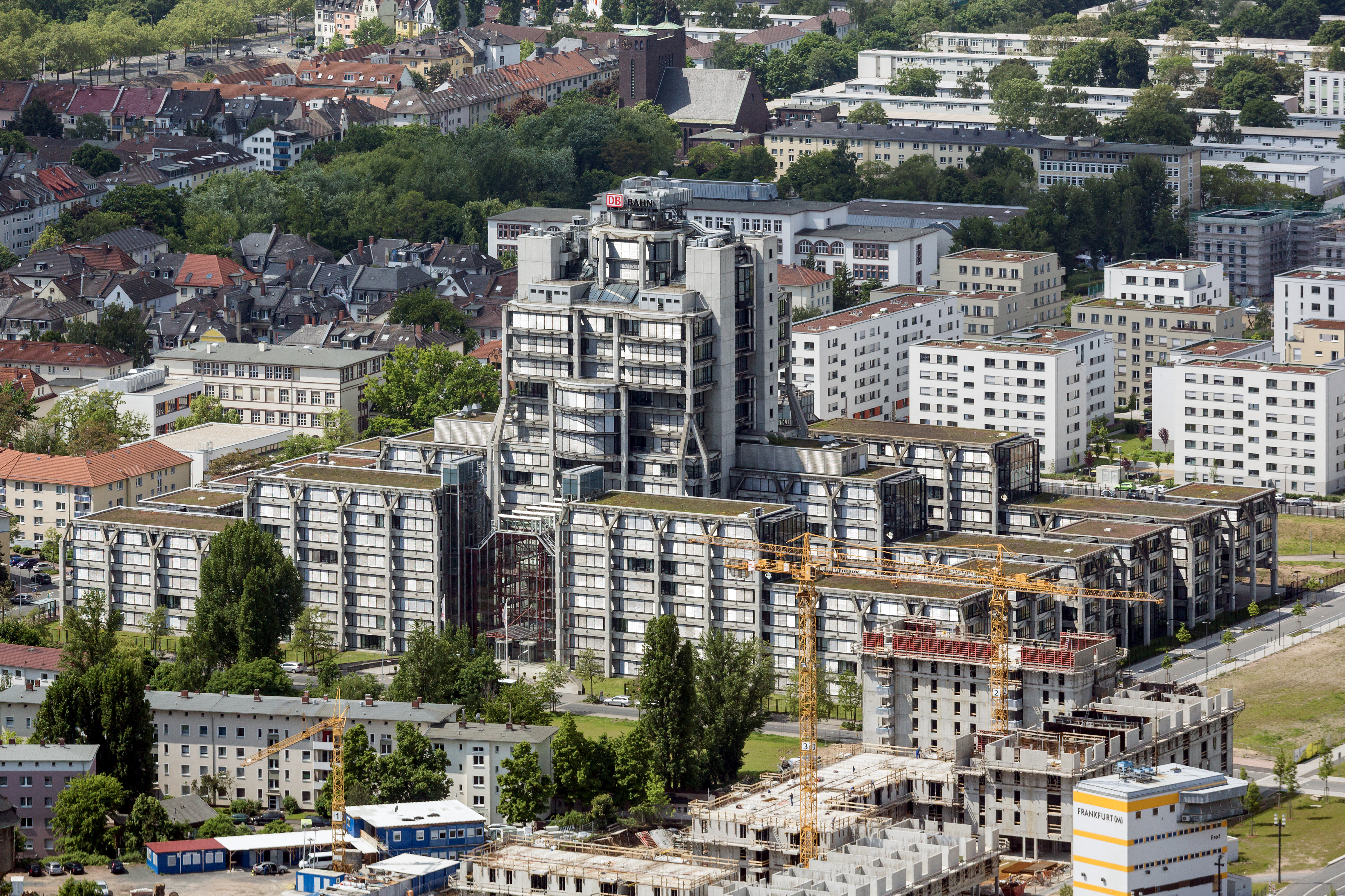
Zentrale der DB Bahn

Der Vorstandsbereich Personenverkehr hat gemeinsam mit DB Fernverkehr, DB Regio und DB Vertrieb seinen Sitz in der Stephensonstraße 1 im Frankfurter Stadtteil Gallus. Dieser 1993 fertiggestellte Bau diente bis 2000 als Hauptverwaltung der DB AG.